# 国際テロリズム
国際テロリズム（こくさいテロリズム、英語: International Terrorism）とは、2ヵ国以上の市民・領土を巻き込むテロリズム（米国での定義）。2国以上の市民または地域の絡んだテロリズム（日本での定義）。対比概念、対義語はホームグロウン・テロリズム。

## 各国における定義

### アメリカ合衆国

#### 合衆国法典による定義
アメリカ合衆国国務省では合衆国法典第22編 国外関係及び通商 (Foreign Relations and Intercourse) Chapter 38, Section 2656f (d)項において、以下のように定義している。
国際テロリズム : 2ヵ国以上の市民、領土を巻き込むテロリズム
なおアメリカ合衆国国務省が発表している世界中のテロ活動を統計・分析した年次報告「Patterns of Global Terrorism」でも、この定義に従っている。

#### 愛国者法による関連記述
2001年に制定された米国愛国者法第8章 テロリズムに対する刑法の強化では国際テロリズム自体の定義の文が無く、その活動内容について次のように範囲を限定する記述を掲載している。
- (A) 暴力行為や人命に危険をおよぼす行為であり、合衆国または州の裁判管轄地内でその行為が行われたときには、合衆国か各州の刑法違反となる行為や、それに関わる活動
- (B) 次のいずれかのことを意図することが明らかに認められる活動。
  - (i) 民間人を脅迫するか威圧する。
  - (ii) 脅迫や威圧により政府の政策に影響を与える。
  - (iii) 大量破壊、暗殺、略取誘拐により政府の行動に影響を与える。
- (C) 行為の実行の手段が明白に認められる者、脅迫や威圧の対象とされていることが明白に認められる者、その実行犯が活動するか潜伏先を探し求めている場所が、主として合衆国の領域的裁判管轄権の外であり、国境を越えて行われる活動。

### 日本
日本では公安調査庁が発表している報告書「国際テロリズム要覧」で国際テロリズムが定義されており、合衆国法典の定義と同様の定義文である。
1998年の「国際テロリズム要覧」では次のように定義されている。
国際テロリズム : 2国以上の市民または地域の絡んだテロリズムをいう｡
- ある一国に本拠を置きながら、他の国で作戦行動を行うグループの活動をいい、外国に対して国家の支持の下に行われるテロリズムから種々のテロ組織相互間の協力関係に至るまで、現代の世界で起こるいろいろな事柄を意味する。
- テロリズムは次の場合に「国際的」となる｡
  - 外国人または外国の目標に向かう場合。
  - 一国以外の政府または党派と連携する場合。
  - 外国政府の政策への影響を狙う場合。

## 具体的事例、組織名
- バリ島爆弾テロ事件 (2002年) - FBIが国際テロリズムだったと指摘している[2]。
- 2002年にロサンゼルス国際空港で起きた銃撃事件（en:2002 Los Angeles International Airport shooting） - FBIが国際テロリズムだったと指摘している[2]。
- イギリスのMI5の公式サイトの国際テロリズムを説明するページでは、アルカイダおよびイスラム国（ISIL）の名を挙げ、イギリスがテロリズムの標的となっている、と述べている[3]。